# Rijksweg 12
Rijksweg 12, ook bekend als A12 is de autosnelweg die Den Haag via Gouda, Utrecht en Arnhem met de grens met Duitsland verbindt. Hiervandaan loopt de weg verder als de Duitse Bundesautobahn 3 naar het Ruhrgebied. De A12 heeft een totale lengte van 137 km. Vanaf knooppunt Prins Clausplein tot knooppunt Lunetten vormt de A12 de E30, vanaf knooppunt Oudenrijn tot de Duitse grens de E35. Tussen knooppunt Gouwe en knooppunt Oudenrijn maakt de A12 bovendien deel uit van de E25. De A12 is een van de belangrijke oost-west-verbindingen van Nederland en is in beheer van Rijkswaterstaat. De eerste kilometers van de A12 in Den Haag - tussen de S101 en afrit 3 - vormen een autoweg, die door de gemeente beheerd wordt.

## Geschiedenis

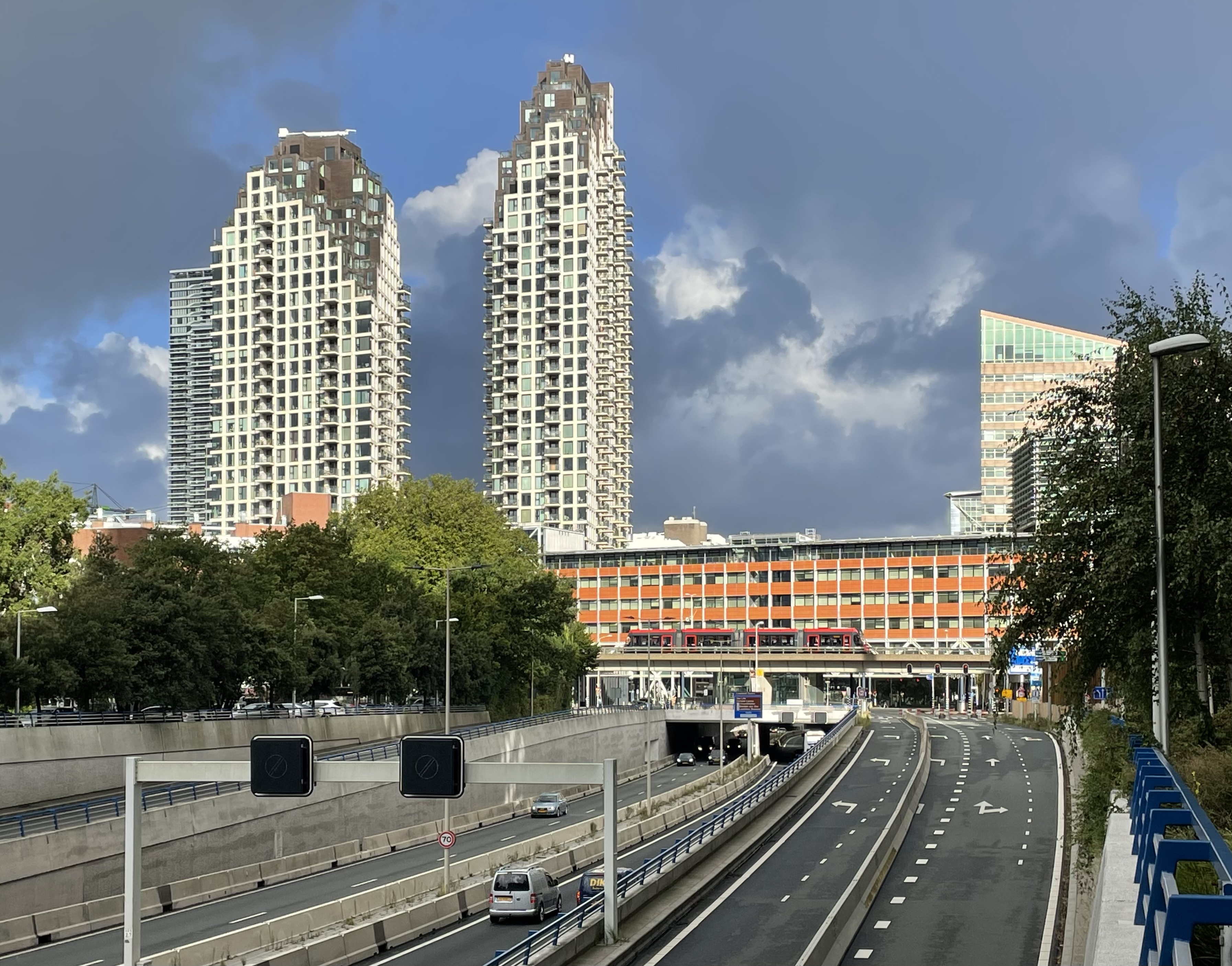
Bij het binnenrijden van Den Haag, als Utrechtsebaan

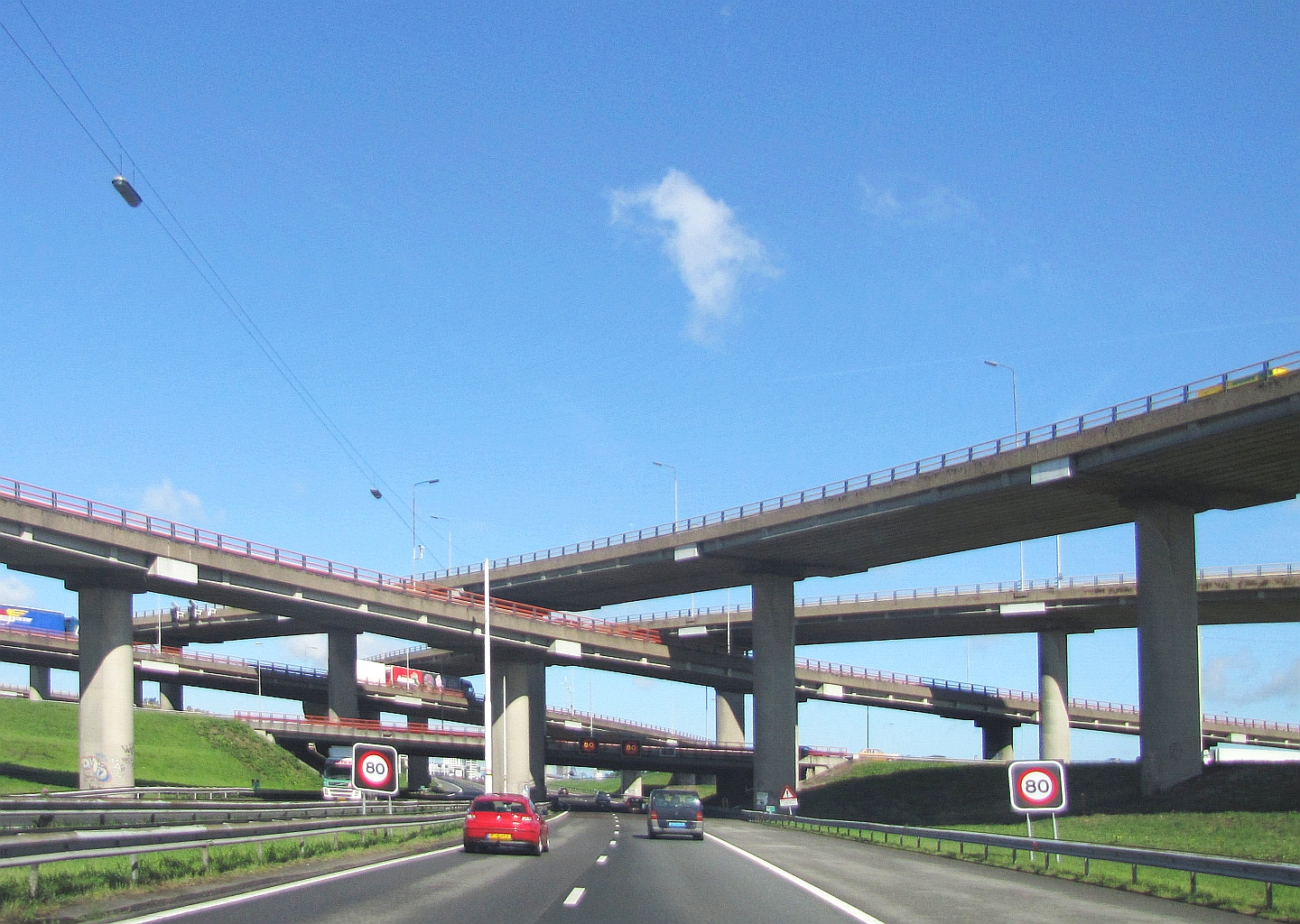
A12 richting Den Haag: knooppunt Prins Clausplein

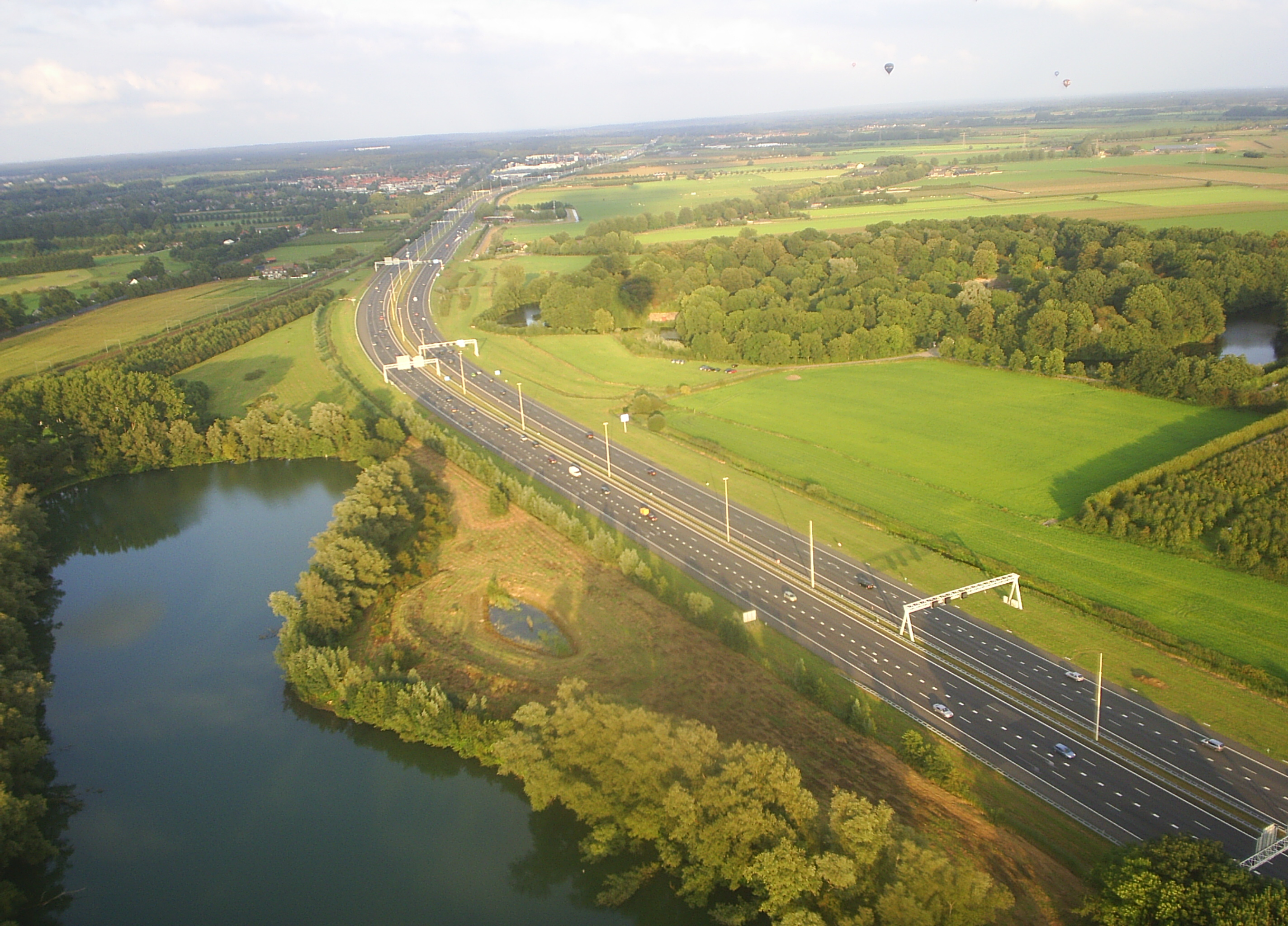
Bij Bunnik, kijkend richting het oosten (2007)

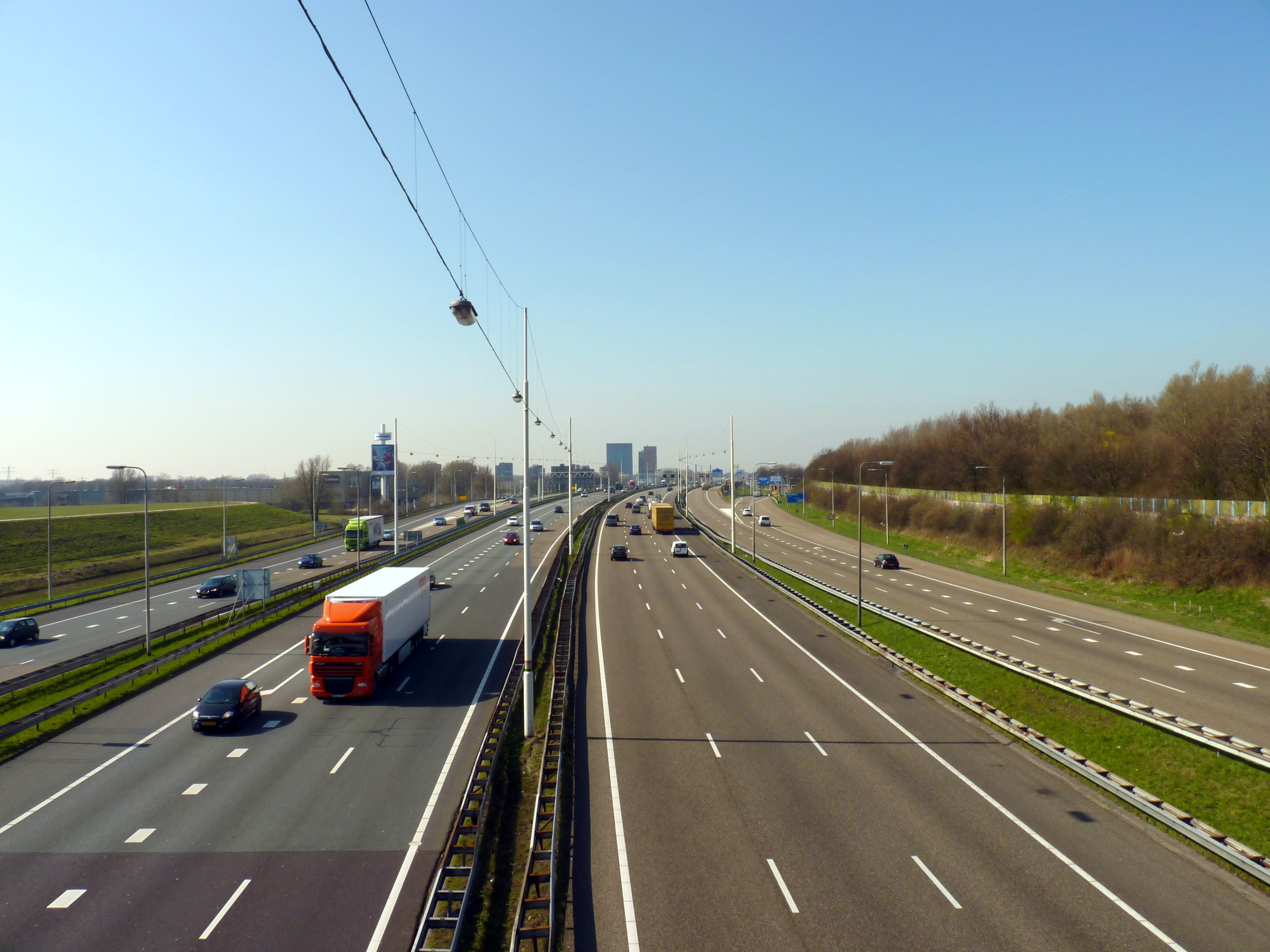
Ring Utrecht

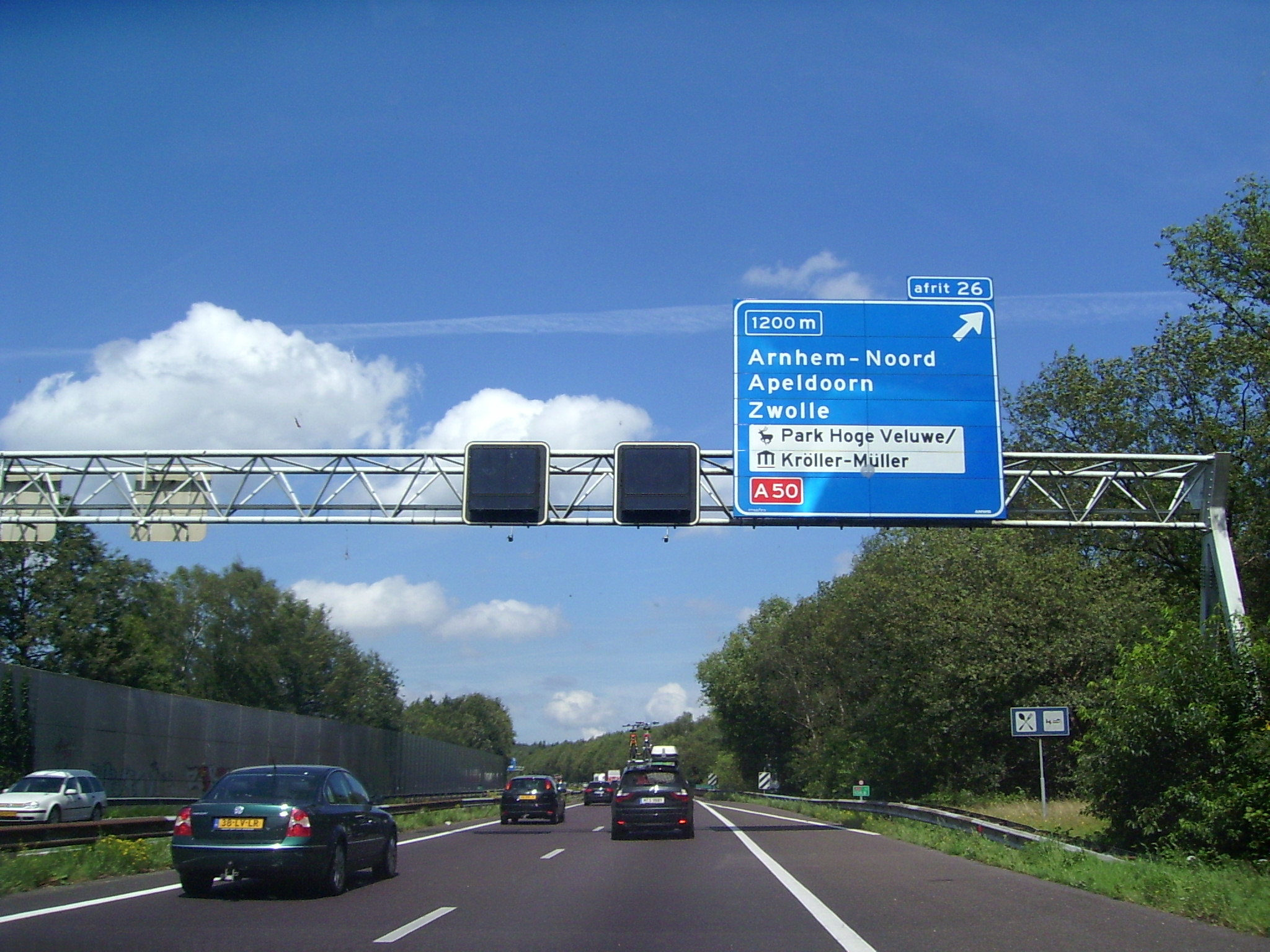
Ten noorden van Arnhem, vóór de verbreding naar 2x3 rijstroken

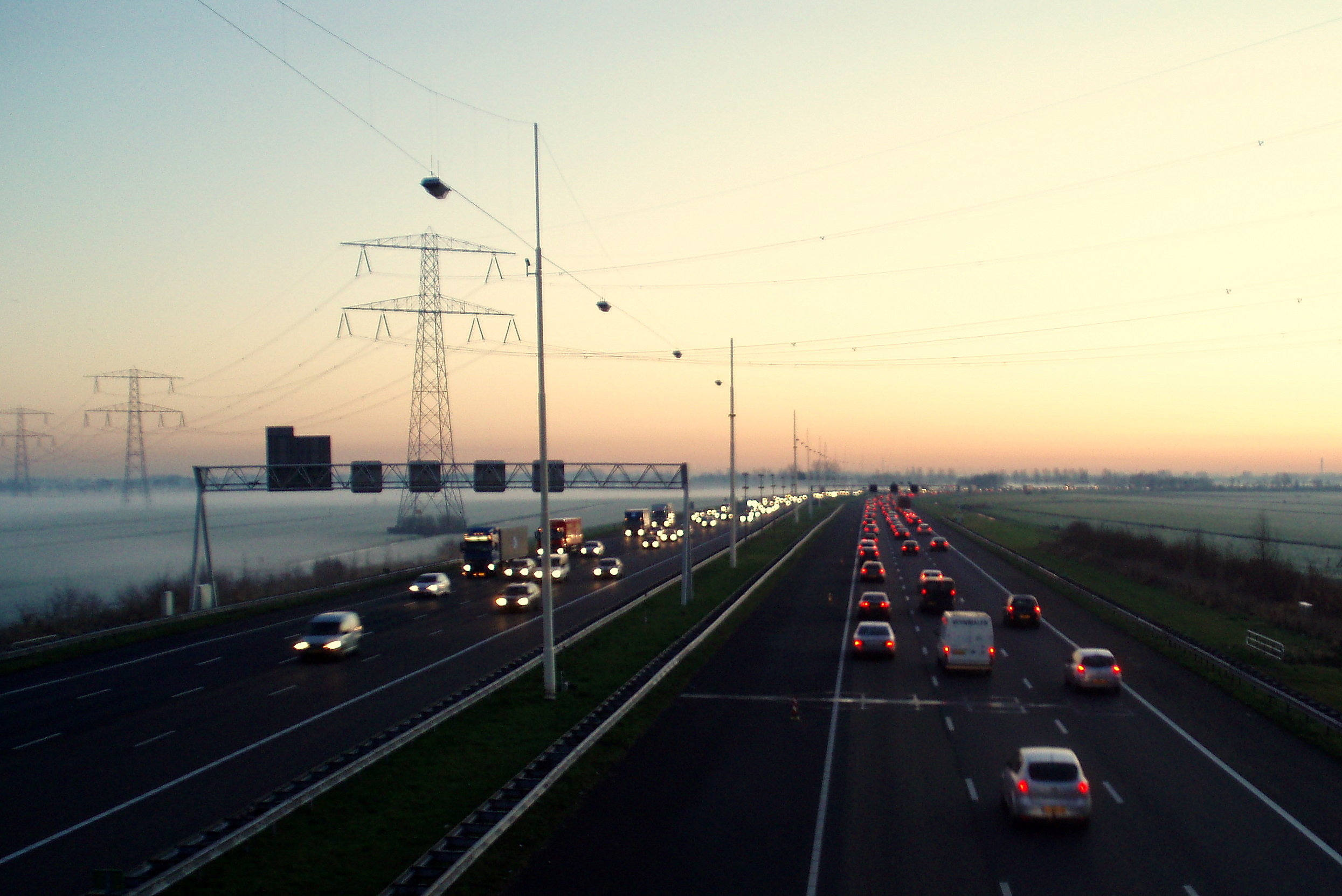
Nabij Cattenbroek, vóór de verbreding naar 2x4 rijstroken

### Eerste snelweg
Het traject tussen Den Haag en verkeersplein Oudenrijn is in de jaren 1933–1940 aangelegd en is daarmee de oudste autosnelweg (avant la lettre) van Nederland. De toenmalige verharding bestond uit beton en klinkers. De A12 was de eerste autosnelweg ter wereld die uitgerust was met vluchtstroken. Voor de aanleg werd iedere gemeente en ieder waterschapsbestuur gehoord. Echte inspraak, zoals bij de aanleg van spoorlijnen in die tijd, was niet aan de orde, omdat dit doorgaans leidde tot concessies die achteraf dikwijls ongewenst bleken. Op 15 april 1937 werd het gedeelte Voorburg (tijdelijke aansluiting Westvlietweg) – Zoetermeer geopend, en in augustus 1938 werd het resterende deel naar Voorburg over Vlietbrug en Heerenstraatviaduct tot het nieuwe Koningin Wilhelminaplein geopend. Vanaf 25 november 1939 liep de weg tot Utrecht Oudenrijn.
Reeds enkele weken na de Nederlandse capitulatie kreeg Rijkswaterstaat de mededeling van de Duitse bezetter dat deze rijksweg 12, die in de oorspronkelijke Nederlandse wegenplannen van de jaren 30 slechts tussen Den Haag en De Klomp bij Ede zou verlopen, noordelijk om Arnhem wilde verlengen om bij Emmerik op de Hollandlinie richting Oberhausen aan te sluiten, die op dat moment in aanleg was. Het project werd door Fritz Todt, in nazi-Duitsland verantwoordelijk voor de aanleg van Reichsautobahnen, als Kriegswichtig (van belang voor de oorlogsvoering) verklaard, hetgeen betekende dat de weg met voorrang aangelegd diende te worden. Omwonenden doopten de rijksweg schamperend al snel tot het Hazenpad, daarmee insinuerend dat de bezetter zo’n groot belang hechtte aan de voltooiing ervan om in geval van de verwachte invasie van de geallieerden over deze weg zo snel mogelijk Heim ins Reich te kunnen geraken.
Toen Fritz Todt in 1942 bij een vliegtuigongeluk kwam te overlijden werden zijn taken overgenomen door Albert Speer. Speer was van mening dat de verlenging van rijksweg 12 naar de Duitse grens niet meer van belang was voor de oorlogsvoering en stelde in 1942 een bouwstop in. Op dat moment waren de voorbereidende werkzaamheden, zoals de aanleg van aardebanen, in een vergevorderd stadium. Rijkswaterstaat zou na de oorlog niet meer voor een ander tracé kiezen. Tijdens de oorlog werd alleen nog het wegvak tussen Oudenrijn en Bunnik geopend.

### Openstellingsgeschiedenis
Enkele punten uit geschiedenis van de A12 in chronologische volgorde.
- 1936 - Openstelling van het wegvak Zoetermeer - Voorburg.
- 1938 - Het traject Zoetermeer - Gouda werd geopend.
- 1939 - Opening van het traject Gouda - Reeuwijk en Woerden - Utrecht.
- 1940 - Het wegvak Reeuwijk - Woerden werd geopend.
- 1947 - Openstelling Bunnik - Driebergen met 1×2 rijstroken.
- 1955 - Het wegvak Bunnik - Driebergen werd verbreed naar 2×2 rijstroken.
- 1956 - Opening van het traject Veenendaal – Planken Wambuis.
- 1957 - Openstelling 2×2 Planken Wambuis – Arnhem noord.
- 1961 - Het wegvak Arnhem noord (Apeldoornseweg) - Velperbroek werd geopend als 2×2 snelweg; Het gedeelte Velperbroek - Zevenaar werd met 1x2 rijstroken geopend.[3]
- 1965 - Door de opening van de Bundesautobahn 3 tussen Emmerik en Wesel werd de A12 naar Duitsland doorgetrokken.
- 1968 - Het vernieuwde knooppunt Oudenrijn wordt opengesteld na een ombouw van rotonde tot klaverblad
- 1971 - Vervanging Galecopperbrug.[4]
- 1974 - Knooppunt Oud-Dijk werd geopend.
- 1976 - Opening van de Utrechtsebaan (wegvak Zuidhollandlaan - Voorburg). Een deel van de dit traject is uitgevoerd als autoweg en in beheer van de gemeente.
- 1976 - Verdubbeling van de Galecopperbrug; opening van op- en afritten Nieuwegein (A.C. Verhoefweg); realisatie van breivakken, hoofd- en parallelrijbanen tussen knooppunten Oudenrijn en Lunetten.[5]
- 1981 - Opening Gouwe-aquaduct en nieuw tracé rondom Gouda en knooppunt Gouwe.[6]
- 1983 - Het wegvak Prins Clausplein - Zoetermeer werd verbreed naar 2×3 rijstroken.
- 1985 - Het traject Reeuwijk - Woerden werd verbreed naar 2×3 rijstroken.
- 1986 - Opening van het Marianneviaduct tussen Prins Clausplein en Voorburg.[7]
- 1986 - De overgebleven delen van het wegvak Gouda - De Meern werden verbreed naar 2×3 rijstroken. Het wegvak De Meern - knooppunt Oudenrijn werd verbreed naar 2×4 rijstroken.
- 1986 - Op knooppunt Velperbroek bij Arnhem werd de fly-over geopend.[8]
- 1989 - De snelweg tussen de knooppunten Grijsoord en Waterberg werd verbreed naar 2×3.
- 1996 - Knooppunt Oudenrijn is opnieuw omgebouwd, ditmaal tot klaverturbine.
- 2004 - Knooppunt Maanderbroek werd geopend.
- 2010 - Het wegvak Gouda - De Meern werd verbreed naar 2×4. In westelijke richting met een plusstrook tussen Woerden en Gouda. Ook werd de plusstrook tussen Gouda en Zoetermeer geopend op 18 januari.
- 2011 - Het ecoduct Jac. P. Thijsse werd geopend.
- 2012 - Tussen Velperbroek en Waterberg werd de weg verbreed naar 2×3.
- 2013 - Ecoducten Rumelaar en Mollebos werden geopend.
- 2015 - De plusstrook tussen Woerden en Bodegraven werd omgebouwd tot reguliere rijstrook. Tevens werd de maximumsnelheid tussen Reeuwijk en De Meern verhoogd naar 130 km/h.
- 2016 - In juni werd er een derde rijstrook in beide richtingen op het traject knooppunt Grijsoord - Ede geopend. En op 23 december werd met de opening van de Parallelstructuur A12 tussen Gouda en Moordrecht de nieuwe afrit 10 in gebruik genomen.[9]

## Toekomst

### Duiven - Oud-Dijk
Vanwege het doortrekken van de A15 naar de A12 ten oosten van Arnhem zal de A12 tussen Duiven en knooppunt Oud-Dijk verbreed worden naar 2×3 rijstroken. De afrit Zevenaar wordt opgeheven en er wordt een nieuw knooppunt met de A15 aangelegd.

## Inrichting
| Traject                                                  | Rijstroken                                              | Maximumsnelheid                                                 |
| -------------------------------------------------------- | ------------------------------------------------------- | --------------------------------------------------------------- |
| Kruising met de Bosweg (s101) – afrit Den Haag-Malieveld | 2×2                                                     | 50 km/h                                                         |
| afrit Den Haag-Malieveld – afrit Den Haag-Bezuidenhout   | 2×2                                                     | 70 km/h                                                         |
| afrit Den Haag-Bezuidenhout – Knooppunt Prins Clausplein | 2×3                                                     | richting Arnhem 100 km/h richting Den Haag 80 km/h              |
| Knooppunt Prins Clausplein                               | 2×2                                                     | 100 km/h                                                        |
| Knooppunt Prins Clausplein – afrit Nootdorp              | 4×2                                                     | 130 km/h*                                                       |
| afrit Nootdorp – afrit Zoetermeer-Centrum                | 2×3 (ri. Den Haag effectief een kilometer extra strook) | 130 km/h*                                                       |
| afrit Zoetermeer-Centrum – afrit Zoetermeer              | 3+2 (bij drukte 2×3)                                    | 130 km/h* (100 km/h bij geopende plusstrook)                    |
| afrit Zoetermeer – Knooppunt Gouwe                       | 2×2 (bij drukte 2×3)                                    | 130 km/h* (100 km/h bij geopende plusstrook)                    |
| Knooppunt Gouwe – afrit Gouda                            | 2×4 (bij drukte 5+4)                                    | 120 km/h* (100 km/h bij geopende plusstrook, richting Den Haag) |
| afrit Gouda – afrit De Meern                             | 2×4                                                     | 130 km/h*                                                       |
| afrit De Meern – Knooppunt Oudenrijn                     | 6+5                                                     | 100 km/h                                                        |
| Knooppunt Oudenrijn                                      | 2+2+2+1                                                 | 100 km/h                                                        |
| Knooppunt Oudenrijn – Knooppunt Lunetten                 | 2+3+3+2                                                 | Hoofdrijbaan: 100 km/h Parallelrijbaan: 80 km/h                 |
| Knooppunt Lunetten                                       | 2+2+2+2                                                 | 100 km/h                                                        |
| Knooppunt Lunetten – afrit Bunnik                        | 2×4                                                     | 100 km/h                                                        |
| afrit Bunnik – afrit Driebergen                          | 2×3 (bij drukte 2×4)                                    | 100 km/h                                                        |
| afrit Driebergen – afrit Ede                             | 2×2 (bij drukte 2×3)                                    | 130 km/h* (100 km/h bij geopende spitsstrook)                   |
| afrit Ede – Knooppunt Waterberg                          | 2×3                                                     | 120 km/h*                                                       |
| Knooppunt Waterberg – Knooppunt Velperbroek              | 2×3                                                     | 100 km/h                                                        |
| Knooppunt Velperbroek – afrit Duiven                     | 3+2+2                                                   | 100 km/h                                                        |
| afrit Duiven – Duitse grens                              | 2×2                                                     | 130 km/h*                                                       |
| * maximumsnelheid tussen 6 en 19h: 100 km/h              |                                                         |                                                                 |

## File top 50

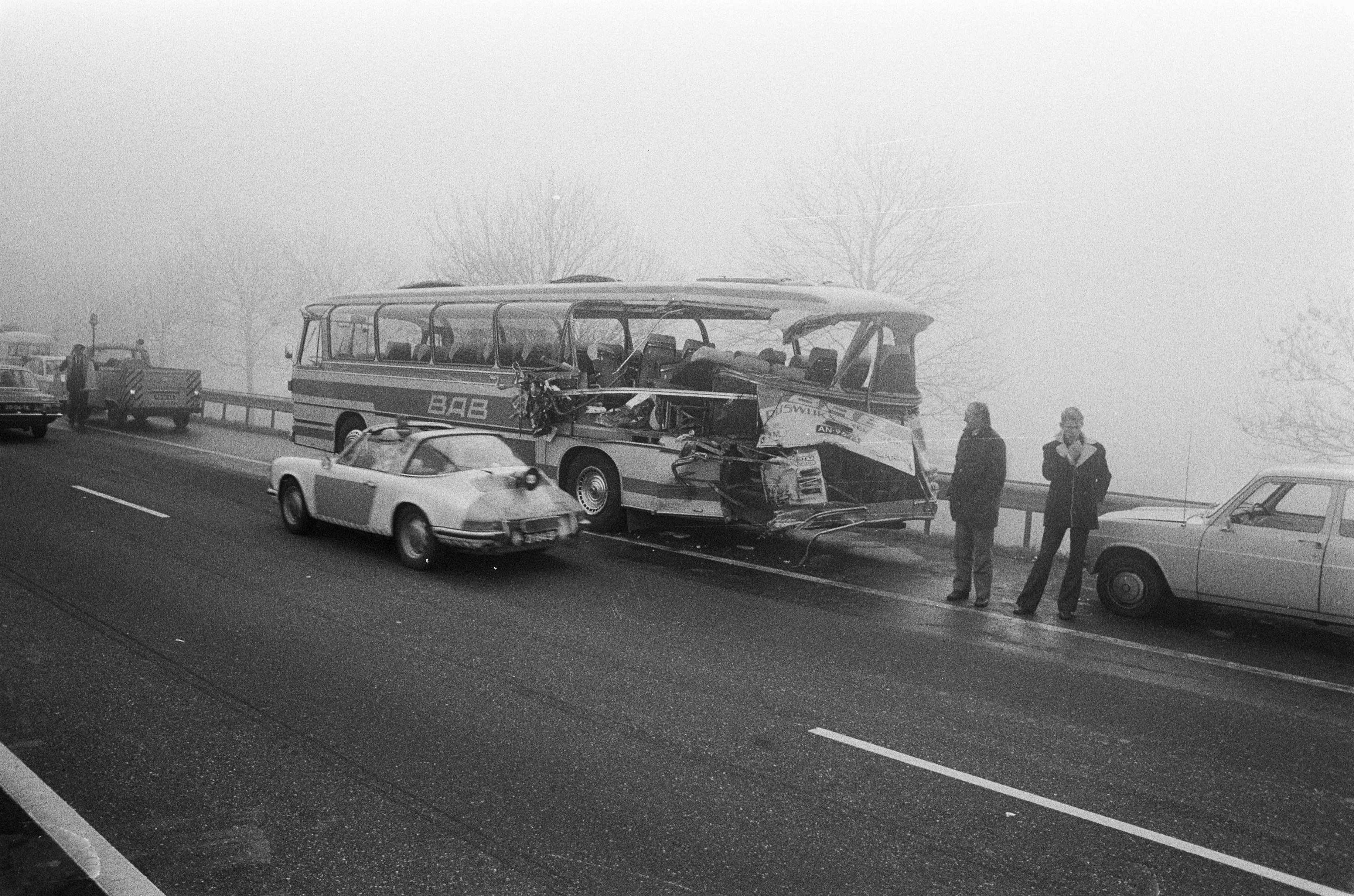
Verkeersongeval in 1973 tussen Utrecht en Den Haag.

Een aantal locaties van de A12 komt en kwam voor in de file top 50. Een leeg vak betekent dat de desbetreffende locatie niet voorkwam in de file top 50.